# 野獸 (漫畫)
野獸（英語：Beast），本名亨利·菲利普·「漢克」·麥考伊，是一名在漫威漫畫中出現的虛構超級英雄，X戰警的成員之一。由作家史丹·李和藝術家傑克·科比所創作。野獸首次於《Uncanny X-Men》#1中登場。

## 人物
亨利·菲利普·「漢克」·麥考伊（Henry Philip "Hank" McCoy）的父親諾頓·麥考伊（Norton McCoy）曾經是一名於核電廠工作的工人，在漢克還未出生時就解決了一次過核的洩漏危機，亦可能因此而導致漢克受核輻射所影響，出生後身體便異於常人，頭腦比一般人聰明，但手腳也異常大，中學時期被同學取名為「大猩猩」。
大學畢業後，漢克進入布蘭德公司工作，後來才發現一位同事為犯罪集團秘密帝國所派來的間諜。為了對抗他們，漢克喝下了一種還沒有完成的藥劑，令身體先長出灰色，後來轉變為藍色的毛髮，成為了一隻類似野獸的生物，後來漢克被X教授拉攏加入了X戰警。

## 其他媒體

### 電視
- 《X戰警》、《蜘蛛人》：由喬治·布扎（英语：George Buza）配音。
- 《X戰警：進化》：由邁克爾·科佩薩（英语：Michael Kopsa）配音。
- 《金鋼狼與X戰警（英语：Wolverine and the X-Men (TV series)）》：由弗雷德·塔賽歐塔爾（英语：Fred Tatasciore）配音。
- 《漫威日本动画》：由田中秀幸配音。
- 《X戰警 '97》

### 電影
X戰警電影系列
- 由史蒂夫·巴奇（英语：Steve Bacic）飾演老年版野獸。
  - 《X戰警2》（2003年）
- 由凱爾塞·格拉瑪飾演老年版野獸。
  - 《X戰警：最後戰役》（2006年）
  - 《X戰警：未來昔日》（2014年）：客串。
- 由尼可拉斯·霍特飾演年輕版野獸。
  - 《X戰警：第一戰》（2011年）
  - 《X戰警：未來昔日》（2014年）
  - 《X戰警：天啟》（2016年）
  - 《死侍2》（2018年）：客串。
  - 《X戰警：黑鳳凰》（2019年）

漫威電影宇宙
- 由凱爾塞·格拉瑪回歸飾演野獸。
  - 《驚奇隊長2》（2023年）：片尾客串。
  - 《復仇者聯盟：末日之戰》（2026年）

### 遊戲
- 《漫威英雄 Online》：玩家創角時可選擇野獸為遊戲角色，或另付費購買。
- 《乐高漫威超级英雄》：電子遊戲[1]。
- 《漫威：未來之戰》：手機遊戲，野獸是玩家可使用角色之一[2]。
- 《漫威超級戰爭》

## 外部連結
- Beast （页面存档备份，存于） 漫畫書數據庫
- Beast （页面存档备份，存于） 超級英雄數據庫
- Marvel Comics Database: Beast （页面存档备份，存于）